# Кондаков, Юрий Евгеньевич
Ю́рий Евге́ньевич Кондако́в  (род. 5 июля 1967 года, Ленинград) — российский историк, специализирующийся на истории XVIII—XX веков. Доктор исторических наук, профессор кафедры истории РГПУ им. А. И. Герцена.

## Биография
Родился в семье служащих. Отец и мать являются жителями блокадного Ленинграда.
В 1974—1982 годах обучался в школе № 86 Петроградского района. В 1982—1985 годах обучался в художественном профессионально-техническом училище № 11, окончил со специальностью ювелир-монтировщик. В течение нескольких месяцев работал в разных цехах ювелирного завода «Русские самоцветы». Затем был призван в армию. В 1985—1987 годах проходил службу на территории ГДР в составе Группы советских войск в Германии. Полгода обучался в 74-м отдельном учебном мотострелковым полку, получил специальность механик-водитель БМП. Был распределен в 1044 Десантно-штурмовой батальон (г. Кёнигсбрюк) 1-й гвардейской танковой армии. Был секретарем комсомольской организации роты, получил звание младшего сержанта.
В 1988 году работал на стройке бетонщиком и сварщиком (после окончания курсов). С осени 1988 года зачислен на рабфак ЛГПИ им. А. И. Герцена, и в 1989—1994 годах обучался на факультете социальных наук, сначала на отделении «начальная военная подготовка-история», затем на отделении «история» (перевелся после второго курса). Работал под руководством В. С. Брачева, слушал спецкурс по масонству В. И. Старцева. Дипломной работой была «Отставка А. Н. Голицына 1824 год», оппонент Т. Г. Фруменкова.
В 1996 году получил второе высшее образование (вечерняя форма) на факультете социальных наук РГПУ им. А. И. Герцена по специальности «юриспруденция». В 1997—1999 годах обучался в очной аспирантуре Санкт-Петербургском государственном университете экономики и финансов (ФИНЭК) (научный руководитель профессор М. В. Ежов). В 1999 году защитил кандидатскую диссертацию в совете Северо-западной академии государственной службы по теме «Духовно-религиозная политика и православная оппозиция в первой четверти XIX века в России (социально-политическая деятельность архимандрита Фотия)» (оппоненты профессор С. Л. Фирсов и Т. Г. Фруменкова).
С 2000 года работает на кафедре истории РГПУ им. А. И. Герцена: в 2000—2001 году — старший преподаватель, в 2001—2006 годах — доцент, а с 2006 года — профессор.
В 2004 году защитил докторскую диссертацию по теме «Государственная власть и эволюция высшего управления Русской православной церкви в первой половине XIX века» в совете Северо-Западной Академии государственной службы (оппоненты А. Н. Цамутали, Л. В. Выскочков, М. Ю. Крапивин).
В 2004 году присвоено ученое звание доцента. В 2001—2008 годах исполнял обязанности заместителя начальника приемной комиссии РГПУ им. А. И. Герцена.
В 2005 году выиграл Грант Президента Российской Федерации молодым докторам наук по теме «Либеральное и консервативное направления в религиозном движении в России первой четверти XIX века». Результатом реализации этого проекта стала монография и учебное пособие «Либеральное и консервативное направления в религиозном движении в первой четверти XIX века» (2005 г.) и «Русская симфония» — четыре века испытания на прочность, «Государственная власть и церковные реформы в России XVI—XIX веков» (2006 г.). В 2007 получил грант Российского гуманитарного научного фонда по теме «Деятели европейского религиозного возрождения И. Линдль и И. Госснер в России первой четверти XIX века». Материал опубликован в электронном виде и в 2011 году вошёл как вторая часть в монографию «Мартинисты, розенкрейцеры, и „внутренние христиане“ в России конца XVIII начала XIX века».
В 2010—2011 года работал профессором кафедры теории права и правоохранительной деятельности Санкт-Петербургского гуманитарного университета профсоюзов.
Был членом Диссертационных советов РГПУ им. А. И. Герцена Д 212.199.31 и Д 212.015.11 (в 2013 году их работа приостановлена). Член Диссертационных советов РГПУ им. А. И. Герцена с 2022: Д 33.2.018.09 Отечественная история, Д 212.199.38 Теология.
В 2020—2022 годах являлся исполнителем по гранту РФФИ № 20-09-41001 «Русское общество пароходства и торговли в истории православного паломничества в Святую Землю (1857—1914 гг.)»
В 2021 году выиграл грант РФФИ № 21-112-00195 на издание книги «Архимандрит Фотий (Спасский). Сочинения и общественная деятельность».
Руководитель гранта 2025—2026 от РНФ № 25-28-01029 «Российское масонство как религиозный и культурный феномен: историческая реальность между мифом и научным исследованием». Автономная некоммерческая организация высшего образования «Русская христианская гуманитарная академия им. Ф. М. Достоевского», (Санкт-Петербург).

## Научные труды
Е. А. Вишленкова в своей рецензии отмечала, что его монографии содержат ранее не опубликовавшиеся документы из архивов и книгохранилищ Санкт-Петербурга и Москвы. Первая монография «Духовно-религиозная политика Александра I и русская православная оппозиция (1801—1825)» была написана в период обучения в аспирантуре. Автор исследовал консервативную часть российского общества, прослеживал связи между А. С. Шишковым, П. А. Кикиным, С. А. Ширинским-Шихматовым, А. С. Стурдзой, М. Л. Магницким, писателями С. И. Смирновым и Е. И. Станевичем, А. А. Орловой-Чесменской, Д. А. Державиной, клириками епископом Иннокентием (Смирновым) и архимандритом Фотием (Спасским). В научный оборот был введён новый термин «Русская православная оппозиция» — это общественно-политическое движение, направленное в защиту прав и вероучения Русской православной церкви. В работах рассматривалась книгоиздательская политика, цензура, деятельность различных религиозных обществ и сект в царствование Александра I. В научный оборот были введены «следственные» дела Е. И. Станевича (1819) и И. Е. Госснера (1824—1826). Книга привлекла внимание специалистов. Доктор исторических наук А. Н. Цамутали включил её в библиографию нового издания труда А. Н. Пыпина «Религиозные движения при Александре I».
В докторской диссертации «Государство и православная церковь в России: эволюция отношений в первой половине XIX века» исследованы государственно-церковные отношения в России. Основная часть работы была посвящена деятельности Святейшего Правительствующего Синода в первой половине XIX века. На основании документов удалось проследить конфликты в Синоде, предшествующие приходу обер-прокурора А. Н. Голицына. В центре исследования было Министерство духовных дел и народного просвещения (1817—1824). Часть работы была посвящена политике Николая I в отношении Русской православной церкви. Центральной темой были реформы обер-прокурора Н. А. Протасова.
В монографии «Либеральное и консервативное направления в религиозных движениях в России первой четверти XIX века» были собраны биографии людей принадлежавших к разным лагерям православный апологетов Е. И. Станевича, С. И. Смирнова и мистиков («реформаторов-либералов») М. М. Сперанского, А. Н. Голицына, А. И. Ковалькова, Д. П. Рунича. При выявлении мировоззрения этих людей использовано большое количество ранее не привлекавшихся документов. К биографии А. И. Ковалькова исследователи практически не обращались, а он оказался единственным в России автором алхимических трудов. Отдельные главы посвящены конфликтам митрополита Филарета с епископом Феофилактом, А. Н. Голицына с В. Н. Каразиным. Кроме того, в монографию была включена рецензия Кондакова на труд О. А. Иванова «Граф Алексей Григорьевич Орлов-Чесменский в Москве», где несколько глав было посвящено архимандриту Фотию (выставлялся в негативном ключе). Наконец, в обновленном виде давалось «Дело И. Е. Госснера». Работа над биографиями масонов для монографии «Либеральное и консервативное направления в религиозном движении в России в первой четверти XIX века» вновь привлекла внимание автора к масонской тематике.
Монография «Мартинисты, розенкрейцеры, и „внутренние христиане“ в России конца XVIII начала XIX вв.», содержащая главу «Авиньонское общество», открыла новый этап в творчестве историка, с которого началось изучение им сект и разного рода оккультных групп. Вслед за этим, исследователь занялся разработкой истории «Ордена золотого и розового креста». Итогом стала монография «Орден золотого и розового креста в России. Теоретический градус соломоновых наук» (2012). В приложении к работе дана базовая инструкция розенкрейцеров «Теоретический градус соломоновых наук». Анализируется структура, управление, учение ордена, прослеживается работа его подразделений разного уровня в XVIII и XIX веках.
Монография «Князь А. Н. Голицын: придворный, чиновник, христианин» (СПб, 2014) посвящена жизни и деятельности Александра Николаевича Голицына (1773—1844). Этот крупный государственный деятель одновременно возглавлял Министерство духовных дел и народного просвещения, Главное управление почт, придворное ведомство, часто замещал пост министра внутренних дел и должность председателя Государственного совета, был председателем и попечителем целого ряда императорских обществ. Князь служил при Екатерине II, Павле I, Александре I, Николае I. Был личным другом двух последних императоров и участвовал в воспитании Александра II. Голицын известен своими оригинальными религиозными взглядами, воплощавшимися в его политике в духовно-религиозной сфере. Монография опубликована в сокращенном виде. В неё не вошли пять глав: «Историография», «Князь А. Н. Голицын и масонское движение», «Животный магнетизм в России» и т.д
Материалы спецкурса «Гражданская война на экране» посвящены истории советского-российского кинематографа. Из огромного массива игровых лет выбраны фильмы, посвященные Гражданской войне (1917—1922). Рассматривается, как на разных этапах развития советского-российского кинематографа в игровых фильмах трактовался образ участника Белого движения (солдата, офицера, казака). Отдельные разделы посвящены экранизации литературных произведений о Гражданской войне и отражению в игровом кино вождей Белого движения. В приложении собран каталог игровых фильмов о Гражданской войне (480 фильмов).
Автор учебного пособия для ВУЗов страны — «Русская симфония» — четыре века испытания на прочность: (государственная власть и церковные реформы в России XVI—XIX веков). Пособие допущено Министерством образования и науки Российской Федерации в качестве учебного пособия для высших учебных заведений.
Кондаков Ю. Е. является членом редакционного совета журнала «Вопросы истории консерватизма» (Воронеж).

## Участие в конференциях
- «Прошлое Новгорода и новгородской земли». (Новгород, 1993, 1995, 1996);
- «Личность и власть в истории России XIX—XX веках». (СПб., 1997);
- Международная научная конференция «Поиски исторической психологии». (СПб., 1997);
- Международная научная конференция «Процессы модернизации в России и Европе: социокультурные, политические и духовные аспекты». (Воронеж, 2002);
- XV Ежегодная богословская конференция ПСТГУ. (М., 2005);
- «Революция 1917 года в России: Новые подходы и взгляды». (СПб., 2009);
- «Историческая память: люди и эпохи». (Москва, 2010);
- I Всероссийская научная конференция «Социально-культурные аспекты истории экономики России XIX—XX веков». (СПб., 2012);
- Международная научная конференция «Россия и гнозис: Судьбы религиозно-философских исканий Николая Новикова и его круга». (М., 2012);
- «Материальный фактор и предпринимательство в повседневной жизни населения России: история и современность». Международная научная конференция. (СПб., 2016);
- «Святейший Синод в истории российской государственности». Межрегиональная научная конференция с международным участием. (СПб., 2016).

## Публикации

### Монографии
- Духовно-религиозная политика Александра I и русская православная оппозиция (1801—1825). СПб.: «Нестор», 1998. — 14.7 п.л. 500 экз.
- Архимандрит Фотий (1792—1838) и его время. СПб., 2000. — 19.5 п.л. 500 экз. ISBN 5-8192-0061-6
- Государство и православная церковь в России: эволюция отношений в первой половине XIX века. СПб.: «Российская национальная библиотека», 2003. — 22. 5 п.л. 500 экз. ISBN 5-8192-0168-X.
- Либеральное и консервативное направления в религиозных движениях в России первой четверти XIX века. СПб.: «РГПУ им. А. И. Герцена», 2005. — 21.5 п.л. 300 экз. — ISBN 5-8064-1013-7.
- «Русская симфония» — четыре века испытания на прочность. (Государственная власть и церковные реформы в России XVI—XIX веков). Учебное пособие. СПб.: «РГПУ им. А. И. Герцена», 2006. 13.75 п.л. 500 экз. ISBN 5-8064-1112-5.
- Мартинисты, розенкрейцеры, и «внутренние христиане» в России конца XVIII начала XIX вв. СПб.: «РГПУ им. А. И. Герцена», 2011. — 31.25 п.л. 100 экз. ISBN 978-5-8064-1731-3.
- Орден золотого и розового креста в России. Теоретический градус соломоновых наук. СПб.: «Астерион», 2012. — 38.5 п.л. 200 экз. — ISBN 978-5-906152-24-4.
- Князь А. Н. Голицын: придворный, чиновник, христианин.: монография. — СПб.: ООО «ЭлекСис», 2014. — 16.5 п.л. 100 экз. ISBN 978-5-904247-89-8
- Гражданская война на экране. Белое движение. Учебное пособие. СПб.: ООО «ЭлекСис», 2015. — 362 с. 500 экз. ISBN 978-5-9906573-2-8
- «Рыцарские» системы масонства в России: 1772—1822. — М.: Ганга, 2017. — 600 с. ISBN 978-5-9909022-9-9
- Тайные инструкции российских розенкрейцеров XVIII—XIX вв. / Науч. ред. Е. Л. Кузьмишин. — М.: Ганга, 2018. — 570 с. ISBN 978-5-907059-18-4
- Орден золотого и розового креста в России. Теоретический градус соломоновых наук. М.: Клуб Касталия, 2018. — 628 с. — ISBN 978-5-519-60786-5 (переиздание)
- Эзотерическое движение в России конца XVIII — первой половины XIX вв. — М.: Клуб Касталия, 2018. — 670 с. — ISBN 978-3-519-60787-2
- Архимандрит Фотий (Спасский). Сочинения и общественная деятельность. — М.: Индрик, 2022. — 576 с.
- Мистик у трона (Биография князя А. Н. Голицына). — М.: Ганга, 2023. — 492 с. 500 экз. ISBN 978-5-907658-27-1

### Статьи и материалы докладов
- Архимандрит Новгородского Юрьева монастыря Фотий (Спасский) в воспоминаниях современников // Прошлое Новгорода и новгородской земли. Новгрод, 1993. С. 76-78.
- Архимандрит Фотий в переписке А. Орловой-Чесменской и Д. Державиной // Прошлое Новгорода и новгородской земли. Новгрод, 1995. С. 102—105.
- Отставка князя А. Н. Голицына 15 мая 1824 года // Россия в девятнадцатом веке: политика, экономика, культура. СПб., 1996. Ч. 3. С. 83-89.
- Деятельность Фотия (Спасского) в царствование Николая Павловича // Прошлое Новгорода и новгородской земли. Новгрод, 1996. С. 142—148.
- Загадка архимандрита Фотия настоятеля Юрьева Новгородского монастыря // Поиски исторической психологии". СПб., 1997. С. 67-70.
- Личность и государственная деятельность князя А. Н. Голицына // Личность и власть в истории России XIX—XX веках. СПб. 1997. С. 117—126.
- Еврейский вопрос во внутренней политики России первой четверти XIX века // «Клио». 1998. № 4. С. 88-91.
- Религиозная литература в России первой четверти XIX века // «Клио». 2000. № 3 (12). С. 22-25.
- Реформы высшего управления Российской Православной Церкви при обер-прокуроре Н. А. Пратасове// «Страницы». 2001. № 6. С. 83-103.
- Есаул Е. Н. Котельников// «Вопросы истории». 2001. № 5. С. 133—140.
- Религиозные взгляды М. М. Сперанского// «Клио». 2001. № 3. С. 77-83.
- Синодальный период истории русской православной церкви (опыт историографического исследования)// Предпринимательство и общественная жизнь Петербурга. Очерки истории". Вып. 2. СПб. 2003. С. 133—144.
- Библейское общество// «Три века Санкт-Петербурга: энциклопедия». СПб.: Филологический факультет СПбГУ, 2003. С. 308—310.
- Чиновники духовного ведомства в среде петербургской бюрократии // Гуманитарные науки и гуманитарное образование. СПб. 2003. С. 76-82.
- Голицын Александр Николаевич// «Три века Санкт-Петербурга. Энциклопедия». СПб.: Филологичес-кий факультет СПб ГУ, 2003. Т. 2. Ч. 2. С. 139—141.
- Синодальный период истории русской православной церкви (опыт историографического исследования)// «Предпринимательство и общественная жизнь Петербурга. Очерки истории». Вып. 2. СПб. 2003. С. 133—144.
- Ревизия Казанского университета в 1819 году// Российская империя: стратегии стабилизации и опыты обновления / Под ред. М. Д. Карпачева. Воронеж. Изд-во ВГУ, 2004. С. 281—293.
- Канонизация святых в России первой четверти XIX в.// Герценовские чтения 2004. Актуальные проблемы социальных наук. СПб. 2004. С. 34-35.
- Автобиография архимандрита Фотия (Спасского): обстоятельства её создания// Консерватизм в России и мире / Под ред. А. Ю. Минакова. Воронеж. Изд-во ВГУ, 2004. Ч. 1. С. 129—142.
- Либеральное и консервативное направления в религиозном движении в Русской православной церкви первой четверти XIX века// *Гуманитарные науки и гуманитарное образование: история и современность. СПб. 2005. С. 62-65.
- Архимандрит Фотий (Спасский) как деятель «православной оппозиции»// Консерватизм в России и Западной Европе: сборник научных работ. Под ред. А. Ю. Минакова. Воронеж 2005. С. 68-99.
- Феномен русской православной оппозиции// Консерватизм в России и мире прошлое и настоящее. Воронеж, 2005. С. 30-41.
- Общественная деятельность и идейно-политические искания В. Н. Каразина// Гуманитарные науки и гуманитарное образование. Сборник стаей. СПб. 2006. С. 63-69.
- Гражданская война на экране. Белое движение. (Эпоха немого кино). Клио. 2007. № 39. С. 85-91.
- Военные аспекты Февральской революции// Клио. 2008. № 40. С. 156—159.
- Архиепископ Феофилакт (Русанов) и митрополит Амвросий (Подобедов) во внутрицерковном соперничестве в начале XIX в.// XV Ежегодная богословская конференция ПСТГУ: Материалы. Том I. 2005. С. 218—232. 1 п.л.
- Новая веха в исследовании истории Февральской революции (Рецензия на книгу: 90 лет Февральской революции в России. Сб. научн. ст. / Ред. кол.: А. Б. Николаев (отв. ред. и отв. сост), Д. А. Бажанов, А. А. Иванов. СПб., 2007. — 114 с.) // Клио. Журнал для ученых. 2008. № 4 (43). С. 147—148. 0.3 п.л.
- Предисловие// Беляев А. П. Воспоминания декабриста о пережитом и перечувствованном. СПб. 2009. С. 5-18. 0.8 п.л.
- «Московский сборник» — вершина литературного творчества К. П. Победоносцева// Победоносцев К. П. Московский сборник. СПб. 2009. С. 283—303. 1.5 п.л.
- На пути к диктатуре: Л. Г. Корнилов, А. М. Крымов, М. В. Алексеев// Революция 1917 года в России: Новые подходы и взгляды. СПб., 2009. С. 53-60. 2 п.л.
- Отражение лидеров Белого движения в советском игровом кино (20-40-е годы)// Статья. Герценовские чтения 2004. Актуальные проблемы социальных наук. СПб., 2010. С. 124—128. 0.3 п.л.
- Алексей Степанович Хомяков// А. С. Хомяков Учение о Церкви. СПб., 2010. С. 578—598. 1.2 п.л.
- Цесаревич Николай Александрович (1843-18650) воспитание, учёба, образовательные поездки по России// И. К. Бабст, К. П. Победоносцев Письма о путешествии государя наследника цесаревича по России от Петербурга до Крыма. СПб., 2010. С. 5-23. 1.1 п.л.
- 1044 Отдельный десантно-штурмовой батальон. 30 лет со дня основания. СПб., 2010 (1 п.л.).
- Митрополит Михаил (М. М. Десницкий) — историческая память и реальность// Историческая память: Люди и эпохи: Тезисы научной конференции. М., 2010. С. 146—149. 0.3 п.л.
- Иннокентий (Смирнов)// Энциклопедия. Русский консерватизм середины XVIII — начала XX века. М. 2010. С. 204—206. 0.4 п.л.
- Мещерская С. С.// Энциклопедия. Русский консерватизм середины XVIII — начала XX века. М. 2010. С. 295—296. 0.2 п.л.
- Орлова-Чесменская А. А. // Энциклопедия. Русский консерватизм середины XVIII — начала XX века. М. 2010. С. 331—333. 0.3 п.л.
- Русская православная оппозиция// Энциклопедия. Русский консерватизм середины XVIII — начала XX века. М. 2010. С. 415—418. 0.5 п.л.
- Смирнов С. И. // Энциклопедия. Русский консерватизм середины XVIII — начала XX века. М. 2010. С. 469—471. 0.4 п.л.
- Станевич Е. И. // Энциклопедия. Русский консерватизм середины XVIII — начала XX века. М. 2010. С. 485—487. 0.4 п.л.
- Фотий (Спасский) // Энциклопедия. Русский консерватизм середины XVIII — начала XX века. М. 2010. С. 546—549. 0.5 п.л.
- 1044 Отдельный десантно-штурмовой батальон (Форст Цинна-Кениксбрюк-Таураге) 1980—1991 гг.// Петербургские военно-исторические чтения. СПб., 2011. С. 97-107.
- Митрополит Платон (Левшин) и Орден злато-розового креста// История в подробностях. 2011. № 6 (12). С. 44-47.
- «Запрет» масонских лож Николаем I (на материалах Главного управления почт)// Социально-культурные аспекты истории экономики России XIX—XX веков// Материалы I Всероссийской научной конференции. СПб., 2012. С. 43-56.
- Орден золотого и розового креста в России: ритуальная практика// Общество. Среда. Развитие. 2013. № 1. С. 59-64.
- Архитектура символических степеней в «шведском» и «розенкрейцерском» уставах (на материалах российских масонов XVIII—XIX веков)// Клио. 2013. № 5. С. 41-64.
- Функции шотландских лож в архитектурах дополнительных степеней в России конца XVIII — начала XIX веков// Общество. Среда. Развитие. 2013. № 3. С. 54-59.
- Масон эпохи Просвещения Н. И. Новиков// История в подробностях. 2013. № 9 (39). С. 64-71.
- Автобиография архимандрита Фотия (Спасского) : (1792—1838)/ Сост: В. Улыбин, Юрий Кондаков. СПб., Алетейя, 2013. С. 8-18.
- Источники коррупции в духовном ведомстве России в первой половине XIX в. // История в подробностях. 2014. № 6 (50). С. 52-57.
- Русское масонство и Вильгельмсбадский конвент (1782 г.)// Клио. № 11 (95). 2014. С. 103—105.
- Материалы князя А. Н. Голицына в российских архивах//Вестник ЛГУ им. А. И. Пушкина. 2015. № 3. С. 99-106.
- Кризис государственно-церковных отношений и церковный консерватизм в первой половине XIX века// Тетради по консерватизму. 2015. № 4. С. 59-70.
- Карьера Н. И. Новикова в ордене золотого и розового креста// Россия и гнозис. Труды Международной научной конференции «Судьбы религиозно-философских исканий Николая Новикова и его круга» в ВГБИЛ им. М. И. Рудомино 15-17.10.2012 г. / Отв. ред. А. Л. Рычков. Т. II. СПб.: Издательство РХГА, 2015. С. 141—150.
- Фотий (П. Н. Спасский): философско-религиозные взгляды, общественно-политическая и церковная деятельность// Вопросы истории консерватизма. 2015. № 1. С. 167—131.
- Масонские ложи и декабристы в донесениях правительству о тайных обществах// История в подробностях. № 12(66). 2015. С. 16-23.
- Вопросы экономики в законодательстве российских масонов XIX в.// Материальный фактор и предпринимательство в повседневной жизни населения России: история и современность. Международная научная конференция. СПб., 2016. С. 161—166.
- Евгений Кузьмишин. Масонство / Ред. Е. Л. Кузьмишин. Предисл. А. И. Серкова. Предисл. Ю. Е. Кондакова. Статья Р. А. Городницкого и Е. Л. Кузьмишина. — М.: Ганга, 2016.
- Архимандрит Фотий (Спасский). Послания Александру I// Хранители России. Т. 3. М., 2016. С. 862—886.
- Фотий (Спасский) // Большая российская энциклопедия. М., 2017. Т. 33. С. 505—506.
- Светские чиновники Св. Синода в контексте государственных преобразований XVIII- первой половины XIX веков// Святейший Синод в истории российской государственности. Сборник материалов Всероссийской научной конференции с международным участием. СПб., 2017. С. 44-58.
- Петербургское собрание «Герметической библиотеки» Н. И. Новикова — наследие российских розенкрейцеров со времен античной Греции до XVIII в. // Вестник архивиста. 2018. № 3. С. 663—678.
- Розенкрейцерские мотивы в произведениях В. А. Лёвшина// Клио 2019. № 11. С. 123—135.
- Масонская деятельность министра внутренних дел С. С. Ланского// Aliter. 2020. № 13. С. 24-35.
- Документы о масонстве из архива архимандрита Фотия (Спасского) Вестник архивиста. 2020. №. 3. С. 676—691.
- Три отчета Палестинского комитета (1859—1864) // Клио. 2020. № 10 (166). С. 52-60.
- Российские паломники в Святую Землю на пароходах Русского общества пароходства и торговли // Православие и общество: грани взаимодействия : материалы IV Международной научно-практической конференции / Забайкальский государственный университет; ответственный редактор Е. В. Дроботушенко. — Чита : ЗабГУ, 2020. С. 22-26.
- Кондаков Ю. Е., Федотьев Д. С. Православное палестинское общество против Б. П. Мансурова [Текст] / Ю. Е. Кондаков, Д. С. Федотьев // Клио. — 2021. — № 03. — С. 115—122.
- Кондаков Ю. Е., Федотьев Д. С. Православное палестинское общество против Б. П. Мансурова (Часть 2) [Текст] / Ю. Е. Кондаков, Д. С. Федотьев // Клио. — 2021. — № 04. — С. 59-65.
- Политическая борьба в духовной сфере по документам из собрания архимандрита Фотия (Спасского, 1792—1838) // Вестник исторического общества Санкт-Петербургской Духовной Академии. 2021. № 1. С. 123—139.
- Кондаков Ю. Е., Федотьев Д. С. История Иерусалимского проекта в освящении «Морского сборника» // Иерусалимский православный семинар. Выпуск 10. — М.: Индрик, 2020. (296 с.) С. 20-39.
- Кондаков Ю. Е., Федотьев Д. С. Российский «Иерусалимский проект» середины XIX века : деятельность Б. П. Мансурова и Русское общество пароходства и торговли // Научный диалог. 2021. № 9. С. 342—364.
- Кондаков Ю. Е. Источники финансирования строительства Русской Палестины (1857—1864 гг.) // Вопросы истории. 2021. № 9 (1). С. 129—139.
- Кондаков Ю. Е., Федотьев Д. С. Второй отчет Б. П. Мансурова и начало строительства Русской Палестины // Былые годы. 2022. № 17(1). С. 273—247.
- Кондаков Ю. Е., Вах К. А. Записка Мансурова Б. П. о положении создания на Востоке русских богоугодных заведений (1859) // Православный палестинский сборник. Вып. 120. М.: Индрик, 2022. С. 338—367.
- Кондаков Ю. Е., Федотьев Д. С. Поездка Б. П. Мансурова на Восток в 1856—1857 годах // Научный диалог. 2022. № 9. С. 433—450.
- Кондаков Ю. Е. Документы о деятельности Б. П. Мансурова по созданию Русской Палестины в архивах России // Клио. 2022. № 07 (187). С. 13-19.
- Кондаков Ю. Е., Федотьев Д. С. Организация пароходного сообщения между Россией и Афоном в 1857—1863 гг. // Клио. 2022. № 09 (189). С. 70-78.
- Кондаков Ю. Е. Документы о службе Б. П. Мансурова из архива Государственного совета// Иерусалимский православный семинар. Выпуск 12. М.: Индрик, 2022. С. 70-85
- Кондаков Ю. Е. Святейший Синод при Министерстве духовных дел и народного просвещения // Святейший Правительствующий Синод в истории и культуре России. К 300-летию принятия Духовного регламента : сб. науч. тр. / [науч. ред.: С. Л. Фирсов, П. Е. Бухаркин]. 2023. С. 58-70.
- Кондаков Ю. Е. Борьба за нравственность российских паломников во второй половине XIX в. // История повседневности 2023 № 2 (26) С. 22-34.
- Кондаков Ю. Е. Основатель Русской Палестины Борис Павлович Мансуров (1828—1910) // Актуальные вопросы церковной науки. 2023. № 2. С. 14-22.
- Кондаков Ю. Е. Особенности ликвидации духовной миссии в Иерусалиме в 1879 г. // Вестник архивиста. 2023. №. 4. С. 1138—1149.
- Кондаков Ю. Е. Палестинский комитет (1859—1864 гг.) // Клио. 2024. № 3 (207). С. 123—131.
- Кондаков Ю. Е. Кровь в обряде масонской инициации // История повседневности 2024. № 1 (29). С. 113—126.
- Кондаков Ю. Е. Забытый архив тайного консультанта Александра I священника Феодосия Левицкого // Вестник исторического общества Санкт-Петербургской Духовной Академии. 2024. № 1. (17). С. 66-81.
- Кондаков Ю.Е.  Основатель Русской Палестины Б.П.Мансуров // Christian Pilgrimage Review. 2023. Т. 1. № 1. С. 5-205.

## Награды
- 2007 год — благодарственная грамота Макарьевского фонда — за высокие достижения в конкурсе работ на соискание Макарьевской премии.
- 2010 год — диплом 2 степени победителя конкурса педагогического мастерства Санкт-Петербургского гуманитарный университет профсоюзов.
- 2011 год — диплом второй степени Выставки научных достижений РГПУ им. А. И. Герцена в номинации «Научная монография, результат передовых теоретических исследований в области гуманитарных и общественных наук» за монографию «Мартинисты, розенкрейцеры, и внутренние христиане в России конца XVIII начала XIX века».
- 2012 год — монография «Орден золотого и розового креста в России. Теоретический градус соломоновых наук» (СПб, 2012) стала лауреатом Всероссийского конкурса на лучшую научную книгу 2012 года, проводимого Фондом развития отечественного образования среди преподавателей высших учебных заведений и научных сотрудников научно-исследовательских учреждений[13].
- 2015 год — почетная грамота Выставки научных достижений РГПУ им. А. И. Герцена в номинации «Научная монография, результат передовых теоретических исследований в области гуманитарных и общественных наук» за монографию «Князь А. Н. Голицын: придворный, чиновник, христианин».
- 2016 год — почетная грамота Выставки научных достижений РГПУ им. А. И. Герцена в номинации «Учебно-методический комплекс, учебник, разработка для высшей школы в области гуманитарных и социально-экономических дисциплин» за учебное пособие «Гражданская война на экране. Белое движение».